# 702 Alauda
702 Alauda este un asteroid din centura principală, descoperit pe 16 iulie 1910, de Joseph Helffrich.